# Nygeverken
Nygeverken AB var ett svenskt industriföretag i Nyköping som grundades 1942 av Göte Johansson. Verksamheten (1971) omfattade bland annat tillverkning och försäljning av flygplan, kornischer, persienner och fotoramar. Nygeverken tillverkade även Nyge-mätaren. Antalet anställda var 275. 1958 bildades Nyge Areo AB för att driva flygverksamheten. 